# 1127
1127 (MCXXVII) a fost un an obișnuit al calendarului iulian.

## Evenimente
- 1 ianuarie: Baronii anglo-normanzi fac jurământ de supunere față de Matilda (fiică a regelui Henric I al Angliei și văduva fostului împărat romano-german Henric al V-lea) ca moștenitoare a tronului Angliei.
- 18 ianuarie: Forțele jurchenilor (dinastia Jin) reușesc să cucerească orașul Kaifeng, capitala statului chinez al dinastiei Song (așa-numitul incident Jingkang) și îl pradă; împăratul Qinzong și suita sa sunt luați prizonieri.
- 1 martie: Rămas conte de Burgundia după asasinarea lui Guillaume al III-lea, vărul său Renaud este declarat decăzut din drepturi la dieta de la Speyer, de către împăratul Lothar al III-lea.
- 2 martie: După asasinarea lui Carol "cel Bun", în comitatul de Flandra intervine regele Ludovic al VI-lea "cel Gros", care îl impune pe Guillaume Clito, căruia îi pretinde apoi plata a 1.000 de mărci de argint.
- 3 aprilie: La Le Mans, se stabilește căsătoria dintre Matilda, moștenitoarea tronului Angliei, și Geoffroy al V-lea, viitor conte de Anjou și Maine și viitor duce de Normandia (supranumit Geoffroy Plantagenet).
- 12 iunie: Ca urmare a fugii unui membru al dinastiei Song din mâinile jurchenilor, a instalării sale la Nanking și proclamării ca împărat sub numele de Gaozong, începe o perioadă de peste un secol de diviziune între China de nord (stăpânită de dinastia Jin) și cea de sud (unde se constituie statul Song de sud).
- 20 iulie: La moartea contelui Wilhelm I de Apulia, papa Honorius al II-lea intervine și acordă Apulia lui Roger al II-lea de Sicilia în detrimentul lui Bohemund al II-lea, principe de Antiohia; unirea statelor normande din Italia de sud este realizată sub sceptrul lui Roger al II-lea.
- 18 decembrie: Conrad al III-lea de Hohenstaufen este încoronat ca rege romano-german, fiind în opoziție cu regele oficial, Lothar al III-lea.

### Nedatate
- aprilie: Imadeddin Zangi devine atabeg de Mosul, fondând dinastia Zangi și domnind peste Siria și Irak.
- iunie: Se semnează pactul de la Tamara dintre regele Alfonso I al Aragonului și regele Alfonso al VII-lea al Leonului și Castiliei.
- septembrie: Conrad I de Zahringen obține titlul de rector de Burgundia cu ocazia dietei imperiale de la Speyer; în plus, dinastia de Zahringen stăpânește cea mai mare parte a actualei Elveții occidentale.
- octombrie: Conciliul de la Nantes condamnă cutuma prin care navele eșuate trec în proprietatea celor care stăpânesc regiunea costieră aferentă; cu toate acestea, ducele de Bretagne și britonii continuă practicarea acestei cutume.
- Guillaume Clito, conte de Flandra, acordă sau confirmă chartele comunale pentru orașele Bruges, Lille și Saint-Omer.
- Neputând să exercite controlul asupra Damascului, atabegul Tughtekin se lasă dominat de secta asasinilor care, sub conducerea persanului Bahram, au propria miliție armată și propriul vizir.
- Orașul Como este asediat de către milanezi.
- Potrivit estimărilor, capitala Imperiului bizantin, Constantinopol, devine cel mai mare oraș al lumii, depășind Kaifeng, capitala Chinei, intrat în declin.
- Profitând de luptele interne din Alep (unde simultan patru emiri pretind că guvernează), Bohemund al II-lea, principele de Antiohia, apare sub zidurile orașului, ai cărui locuitori sunt siliți să îi plătească tribut.
- Regele Roger al II-lea al Siciliei recuperează Malta de la răsculați.
- Se formează prima coaliție a principilor normanzi împotriva lui Roger al II-lea de Sicilia.
- Sfântul Bernard de Clairvaux denunță gustul excesiv pentru imagini practicat în biserici.

## Arte, științe, literatură și filozofie
- Guigues I "le Chartreux" redactează "Consuetudine Cartusiae".
- Se încheie construcția minaretului Kalyan din Bukhara (astăzi, în Uzbekistan).
- Sunt elaborate celebrele "Chansons" de la curtea ducelui Guillaume al X-lea de Aquitania.

## Înscăunări
- 1 martie: Renaud, conte de Burgundia.
- 12 iunie: Gaozong, împărat al statului chinez Song de sud (1127-1162).
- 18 decembrie: Conrad al III-lea de Hohenstaufen, încoronat ca anti-rege romano-german.
- 30 decembrie: Robert al II-lea de Aversa, principe de Capua.
- aprilie: Imadeddin Zangi, atabeg de Mosul (1127-1146).

## Nașteri
- 18 octombrie: Go-Shirakawa, împărat al Japoniei (d. 1191).
- 27 octombrie: Xiaozong, împărat al Chinei (d. 1194).
- Boleslav I "cel Lung", duce de Silezia (d. ?)
- Constance de Antiohia, regentă a principatului Antiohiei (d. 1163).
- Henric I de Champagne (d. 1181).
- Yang Wanli, poet chinez (d. 1206).

## Decese
- 7 februarie: Ava, poetesă din Austria (n. ?)
- 1 martie: Guillaume al III-lea, conte de Burgundia (n. 1110)
- 2 martie: Carol "cel Bun", conte de Flandra (n. 1083)
- 20 iulie: Wilhelm I, conte normand de Apulia (n. 1095)
- 19 decembrie: Iordan al II-lea de Aversa, principe normand de Capua (n. ?)
- Fulcher de Chartres, cronicar francez (n.c. 1059)